# مهرن (فولکانایفل)
مهرن (به آلمانی: Mehren) یک شهر در آلمان است که در فولکانایفل واقع شده‌است. مهرن ۱٬۴۰۲ نفر جمعیت دارد.